# Trona stercoraria
Trona stercoraria ist eine im Atlantik vorkommende Meeresschnecke und die einzige rezente Art der Gattung Trona aus der Familie der Kaurischnecken. Die beiden international üblichen Trivialnamen sind „Rat Cowry“ (Ratten-Kauri) und „Droppings Cowry“ in Anlehnung an den von Carl von Linné 1758 vergebenen Namen stercoraria, was mit Kot oder Dung übersetzt werden kann. Bei der Benennung durch Linné war nicht ausschlaggebend, dass sich die Schnecke von Kot ernährt oder in anderer Weise mit Kot in Verbindung steht, vielmehr erinnerte ihn das Aussehen an Dung. T. stercoraria hat vermutlich keine Unterarten.

## Beschreibung
Die Gehäuse dieser lokal häufig vorkommenden Art erreichen üblicherweise eine Größe zwischen 46 und 80 Millimeter; der kleinste dokumentierte Fund lag bei 27, der größte bei 98,6 mm. Der Mantel von T. stercoraria ist dünn, von bräunlicher Farbe und trägt feine, dicht zusammenstehende Ausstülpungen (Papillen). Der Fuß ist voluminös. Die Farbe, das Muster und die Form der Gehäuse variieren stark. In der Regel ist die Schale dickwandig, braungefleckt und oval bis rhombisch. Die Oberfläche ist glatt und glänzend, sehr viel öfter als bei anderen Arten der Familie kommen aber Ausnahmen wie unregelmäßige Muster, Melanismus, Überwachsungen in Form von kleinen Höckerchen (hervorgerufen durch anhaftende Rankenfußkrebse) und das Muster der Schale überziehende Schichten („overcast“) vor. Lediglich die Unterseite ist bei fast allen Exemplaren unverkennbar. Charakteristische, deutlich voneinander abgegrenzte helle Zähne mit dunkelbraunen Zwischenräumen finden sich auf beiden Seiten der Apertur (die Öffnung des Schneckengehäuses an der Unterseite). Die Zeichnung endet auf dem Übergang vom Rücken zur Basis und geht dort in ein einheitliches Hellbraun über. Die Fossula ist recht groß und deutlich konkav.

## Vorkommen und Lebensraum
Das Verbreitungsgebiet erstreckt sich entlang der westlichen afrikanischen Küste in atlantischen Gewässern von Mauretanien im Norden bis Luanda (Angola) im Süden, die besiedelte Küstenlänge beträgt etwa 5000 km. Auch an den der Küste vorgelagerten Inseln – wie zum Beispiel den Kapverdischen Inseln oder São Tomé und Príncipe – kommt die Art vor.
Über die Lebensgewohnheiten ist wenig bekannt. Man weiß nicht zuletzt aufgrund der oft beschädigt gefundenen Gehäuse, dass sie in der Gezeitenzone auf felsigem Grund leben.

## Systematik
Im Jahr 1758 beschrieb Linné die Art und ordnete sie der Gattung Cypraea mit allen ihm damals bekannten Kaurischnecken zu. Im Jahr 1884 stellte Félix Pierre Jousseaume die Gattung Trona auf und verschob Cypraea stercoraria zu Trona stercoraria. Heute werden beide Binomen verwendet, in neueren wissenschaftlichen Arbeiten findet die Zuordnung von Jousseaume Verbreitung.
Trona stercoraria hat vermutlich keine Unterarten und trotz der stark divergierenden Individuen sind nur zwei Ausprägungen erwähnenswert. Das ist zum einen die besonders kleine Form, die minima genannt wird und zum anderen eine Form, die rattus genannt wird und 1810 von Lamarck beschrieben wurde. Obwohl diese Form von manchen Autoren als Unterart angesehen wird, ist der Status unsicher. T. stercoraria stercoraria f. rattus wird 30 bis 86 mm groß, ist stark gewölbt und sehr breit.
Die folgenden Namen werden synonym verwendet:
| atrata, Sullioti 1924     | gibba, Gmelin 1791       | nebulosa, Sullioti 1924       |
| cauteriata, Chemnitz 1888 | gibber, Meuschen 1787    | nigrescens, Sullioti 1924     |
| cineracea, Sullioti 1924  | grummulus, Humphrey 1791 | olivacea, Sullioti 1924       |
| conspurcata, Gmelin 1791  | grummulus, Gray 1828     | tabulalusoria, Chemnitz 1788? |
| fasciata, Gmelin 1791     | ligata, Röding 1798      | tumulosa, Hidalgo 1906        |
| gibba, Blainville 1826    | majet, Dautzenberg 1891  | viridis, Sullioti 1924        |